# Johann Bernhard Bach
Cet article concerne le cousin de Jean-Sébastien Bach. Pour son fils, voir Johann Gottfried Bernhard Bach.
Johann Bernhard Bach (né à Erfurt le 23 novembre 1676 - mort à Eisenach le 11 juin 1749) est un compositeur allemand. Il était cousin au second degré de Jean-Sébastien Bach.

## Biographie
Il naît à Erfurt, où son éducation musicale est assurée par son père Johann Aegidus Bach. Il prend le poste d'organiste titulaire à la Kaufmannkirche d'Erfurt en 1695, puis occupe la même position à la Katharinenkirche de Magdebourg en 1699. Il remplace ensuite Johann Christoph Bach I en tant qu'organiste à la Georgenkirche et claveciniste à l'orchestre de la cour d'Eisenach, lorsque ce dernier meurt en 1703. En 1712 il est nommé maître de la chapelle ducale d'Eisenach, poste qu'il conservera jusqu'à sa mort en 1749.
Johann Bernhard épouse Johanna Sophia Seifer le 6 août 1716 à Eisenach. Ils auront 5 enfants.

## Œuvres
Beaucoup de ses œuvres ont été perdues, mais il nous reste plusieurs chorals, fugues, œuvres pour orgue et orchestre dont quatre suites, sur cinq, pour cordes et basse continue, dont on pense qu'elles ont été écrites vers 1730 :

### Orchestre
- Suite (ou ouverture) no 1 en sol mineur
- Suite (ou ouverture) no 2 en sol majeur
- Suite (ou ouverture) no 3 en mi mineur, renforcée par un hautbois d'amour
- Suite (ou ouverture) no 4 en ré majeur avec trois Caprices

### Orgue
- Fantasia en ut mineur
- Chaconne en la majeur
- Chaconne en si bémol majeur
- Chaconne en sol majeur
- Chorals
  - "Du Friedefürst, Herr Jesu Christ", en la majeur
  - "Nun freut euch lieben Christen g'mein"
  - "Vom Himmel hoch da komm ich her"

## Sources
- (en) Cet article est partiellement ou en totalité issu de l’article de Wikipédia en anglais intitulé « Johann Bernhard Bach » (voir la liste des auteurs).
- (fr) Sources biographiques : Larousse.fr et Ewald Demeyere.